# 古蹟

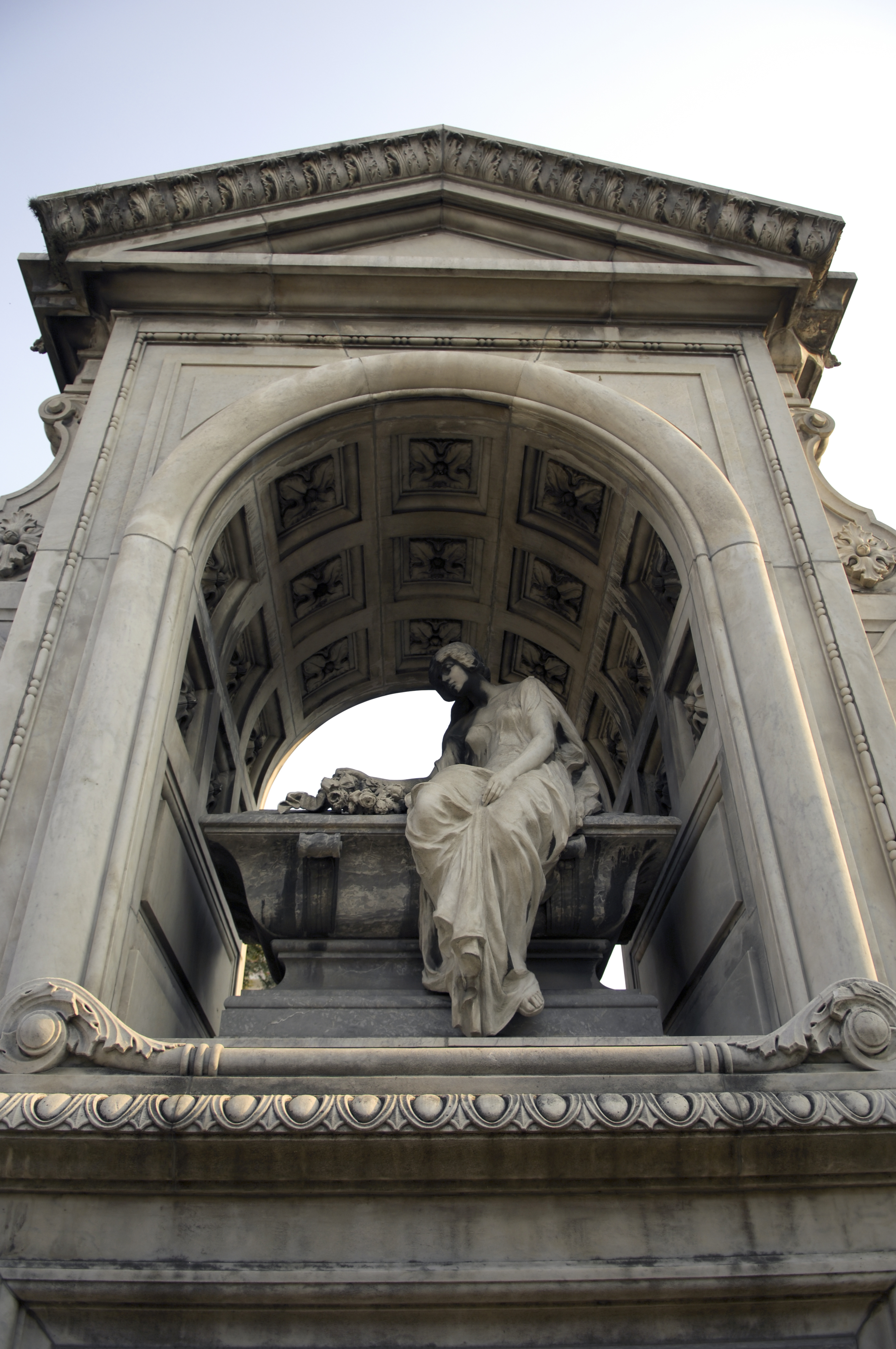
西班牙古蹟雷科萊塔公墓

古蹟（或稱史蹟、歷史遺跡），是先民在歷史、文化、建築、藝術上的具體遺產或遺址。包含古建築物、傳統聚落、古市街，考古遺址及其他歷史文化遺跡，涵蓋政治、军事、宗教、祭祀、居住、生活、娛樂、勞動、社會、經濟、教育等多方面領域，彌補文字和歷史等紀錄不足之處。換句話說，古蹟能為過去某個時代作見證，具體呈現該時代的文化。
一旦一個建築物或遺址被列為古蹟、或暫訂古蹟時，通常就受到主管機關保護，未經許可，包括所有者在內的任何人，都不可以任意變動、修改。如果是因為建築工程開挖而發現的古蹟或考古遺址，為了保護歷史文物，工程通常要立即暫停，否則需要負擔法律責任。

## 各國古蹟維護

### 中華民國
根據中華民國現行的《文化資產保存法》第17條規定，古蹟依照主管機關分為三類，分別為國定古蹟、直轄市定古蹟及縣（市）定古蹟。而在舊版法條中，則是實施三級分級制度，以一級、二級、三級區分。具全國歷史意義者，列為一級，只具地方歷史意義者列為二級或三級。而評估的標準則有「歷史、文化、藝術、科學、紀念或其他學術價值」、「時代之遠近」、「與重要歷史事件或人物之關係」、「表現各時代之特色、技術、流派或地方之特色」、「數量之多寡」、「保存之情況」、「規模之大小」、「附近之環境」等八項。雖然古蹟中有「古」字，但學者李乾朗認為古蹟代表著各時期的文化，所以即使近代只有幾十年歷史的建築，只要能夠做為時代見證者也是古蹟。
截至2022年底，中華民國臺灣地區的古蹟共有1029處，涵蓋原住民聚落、城郭、寺廟、祠堂、孔廟、書院、宅第、街屋、園林、牌坊、古墓、砲台、燈塔、領事館及洋行、教堂、博物館、官署、火車站、銀行、學校、醫院、法院、產業設施、日式住宅、橋樑等常見種類，分為3個等級：
| 國定古蹟     | 109  |
| 直轄市定古蹟 | 509  |
| 縣、市定古蹟 | 411  |
| 總計         | 1029 |

在臺灣，由於土地開發的利益之故，縱火焚燒古蹟成了一個常見的破壞古蹟以清出土地進行開發的手段。

### 中華人民共和國
1949年，中华人民共和国建政后，设立了文化部文物局及地方文物管理委员会，主管文物保护和考古发掘等工作。于1961年，颁布了《文物保护管理暂行条例》，并公布第一批全国重点文物保护单位名单。但随着文化大革命爆发，中国的文物保护工作陷入停滞，在破四旧中，大量寺庙、遗址遭到红卫兵冲击，包括佛像、牌坊、石碑在内的文物受到破坏，如曲阜孔庙、黄帝陵、岳王庙、包公祠等。1967年5月，中共中央为此下发《关于无产阶级文化大革命中保护文物图书的几点意见》。文革结束后，中国的文物保护工作逐步恢复與修復。1982年，颁布了《中华人民共和国文物保护法》，此后多次修改，并以文物法为核心，颁布了多部相关法规条例，公布了包括历史文化名城在内的多项保护名录。1985年，全国人大批准了《保护世界文化和自然遗产公约》，参与文物保护的国际合作。中國的歷史古蹟旅遊資源，約略可分為下列幾種類型：
1. 古人類文化遺址：如北京周口店北京猿人遺址和西安半坡村遺址。
2. 古代工程：如長城、棧道、赵州桥、灞桥遗址、大運河。
3. 古建築：如北京故宮、瀋陽故宮、曲阜孔府、北京四合院、福建土樓。
4. 宗教文化：佛塔：如西安大雁塔、山西應縣木塔、開封鐵塔。石窟：如敦煌莫高窟、大同雲岡石窟、洛陽龍門石窟。佛寺：如洛陽白馬寺、蘇州寒山寺、嵩山少林寺。道觀：如北京白雲觀、成都青羊宮、芮城永樂宮。清真寺：如北京牛街清真寺、泉州清净寺、廣州懷聖寺。
5. 古典園林：如北京頤和園、蘇州拙政園、蘇州留園、揚州何園。
6. 陵墓：如臨潼秦始皇陵、昌平明十三陵等中國君主陵墓與南京中山陵。
7. 紀念地：如南昌（紀念八一起義）、井岡山（第一個中共中央政府）、韶山（毛澤東故鄉）等革命聖地。

#### 香港
在香港，古蹟則由康樂及文化事務署轄下的古物古蹟辦事處負責認定、管理，目前已經認定了101件法定古蹟，同時也規畫了三條文物徑，分別是中西區文物徑、屏山文物徑及龍躍頭文物徑。

### 日本

#### 日本國史跡
日本國史跡（国の史跡）有如下類別：

##### 史跡
日本《文化財保護法》第2条第1項第4号中對「紀念物」（記念物）的規定如下：
貝塚、古墳、都城跡、城跡、旧宅及其他遺跡中，對我國而言在歷史上或學術上價值高者、庭園、橋梁、峡谷、海濱、山岳及其他名勝地中對我國而言在藝術上或觀賞上價值高者以及動物（含生息地、繁殖地及渡来地。）、植物（含自生地。）及地質礦物（含產生特異自然現象的土地。）中對我國而言學術價值高者（以下稱「紀念物」。）

而《文化財保護法》109条第1項規定「史跡」（史跡）如下：
文部科學大臣可以將紀念物之重要者指定為史跡、名勝或者天然記念物（以下總稱「史跡名勝天然紀念物」。）。

文部科学省公布的中，史跡的指定基準如下：
下列項目中對正確理解我國歷史不可欠缺，且其遺跡之規模、遺構、出土遺物等方面具有學術價值者

1. 貝塚、集落跡、古墳、墓地等
2. 都城跡、國郡廳、城跡、官公廳、戰跡、其他政治相關的遺跡
3. 社寺跡、其他祭祀信仰相關的遺跡
4. 學校、研究設施、文化設施、其他教育・學術・文化相關的遺跡
5. 醫療・福祉設施、生活關聯設施等
6. 交通·通信施設、治山治水施設、生產遺跡、其他經濟·生產活動相關的遺跡
7. 墳墓（大名、著名人）、碑
8. 舊宅、園池
9. 外國及外國人相關的遺跡

若判明某文物滿足上述條件，則由文部科學大臣詢問文化審議會，經文化審議會專家的審議、並報告於文部科學大臣，即可指定為史跡。截至2014年3月18日，已有1,724件文物指定為史跡。

##### 特別史跡

日本特別史跡「五稜郭跡」（北海道函館市）

《文化財保護法》第109条第2項規定「特別史跡」（特別史跡）如下：
文部科學大臣可經由前項規定，將已指定的史跡名勝天然記念物之特別重要者，指定為特別史跡、特別名勝或特別天然紀念物（以下統稱「特別史跡名勝天然紀念物」。）。

而對特別史跡的指定基準如下：
史跡中学術價值特別高，作為我國文化之象徵者

亦即是說，史跡中被認為特別重要者、被評價為日本文化之象徵者為特別史跡。截至2014年3月18日，已有61件文物被指定為特別史跡。

##### 指定基準的改正
為了適當保護近代的文化遺產，1995年（平成7年）3月6日時改正了指定基準，直到第二次世界大戰終結時的政治、經濟、文化、社会等各方面的重要的遺跡可成為史跡指定的對象。改正後之同年6月，原子弹爆炸圆顶屋被指定為史跡，以國內法之保護為前提，該史跡又登錄於联合国教科文组织的世界遺產。

#### 地方公共團體指定史跡
《文化財保護法》第182条第2項作了如下規定：
地方公共團體可根據條例規定，於重要文化財產、重要無形文化財產、重要有形民俗文化財產、重要無形民俗文化財產及史跡名勝天然紀念物以外的文化財產中，指定存在於該地方公共團體區域內且重要者，為其保存及活用採取必要措置。

基於此規定，各地方公共團體制定了以「文化財保護条例」等為名稱的条例，對遺跡進行史跡指定。但該規定被解釋為是是地方公共團體指定而國家史跡中未指定者，故當地方指定的史跡被國家指定為史跡的情況下，地方指定會被解除。地方公共團體之制度的制定大體上以國家制度為準，並結合當地實際情況。例如，《東京都文化財保護条例》第33条規定如下：
教育委員會可將對（東京）都重要的，存在於（東京）都的區域內紀念物（依據法第一百零九条第一項之規定，史跡、名勝或天然紀念物排除於指定者外。），指定為東京都指定史跡（以下稱「都指定史跡」。）、東京都指定舊跡（以下稱「都指定旧跡」。）、東京都指定名勝或東京都指定天然記念物（以下稱「都指定天然記念物」。）（以下將這些統稱「都指定史跡旧跡名勝天然記念物」。）。

## 分類
由於各地政府認定的標準不同，目前古蹟大約可以分為：
- 城郭
- 關塞
- 考古
- 公共建築
- 藝文空間
- 產業建築
- 衙署
- 書院
- 宅第
- 園林
- 寺廟
- 教堂
- 牌坊
- 碑碣
- 陵墓
- 橋樑
- 其他